# جيف جاكسون (مدرب رياضي)
جيف جاكسون (بالإنجليزية: Jeff Jackson)‏ هو مدرب رياضي أمريكي، ولد في 22 يونيو 1955 في روزفيل في الولايات المتحدة.

## وصلات خارجية
- جيف جاكسون على موقع HockeyDB.com (الإنجليزية)